# El poder de tres (Charmed)

Triquetra, símbolo de "El poder de tres".

El Poder de tres, en la serie Charmed de la cadena The WB, se refiere al vínculo formado por tres seres mágicos del bien o del mal. Se utiliza sobre todo para describir el vínculo en la línea familiar Warren/Halliwell, más específicamente en las embrujadas/hechiceras, la que se dice ser la fuerza mágica más poderosa de la historia. El "Poder de tres" originalmente incluye a las hermanas Halliwell Prue (Shannen Doherty), Piper (Holly Marie Combs) y Phoebe (Alyssa Milano). Aun así, después de la muerte de Prue al final de la tercera temporada, su hermanastra menor perdida largo tiempo Paige Matthews (Rose McGowan) toma su lugar dentro del "Poder de tres" a partir de la cuarta temporada.

A mis tres niñas hermosas. Que esto os dé la luz para encontrar las sombras. El poder de tres os hará libres.
Inscripción en la mesa de conjuros de Halliwell

Sin embargo, no se establece explícitamente cómo se forma el vínculo del "Poder de tres". Melinda Warren, la primera bruja de la línea Warren/Halliwell, profetizó el nacimiento de las embrujadas/hechiceras cuando fue quemada en la hoguera: "Con cada generación, las brujas Warren crecerán más fuertes y más fuertes hasta que, al final, lleguen las tres hermanas. Juntas, estas tres hermanas serán las brujas más poderosas que jamás el mundo ha conocido".

## Conexión
El "Poder de tres" se refiere a la combinación de poderes de las hermanas Halliwell que es sensiblemente más fuerte que sus poderes individuales. Durante el correr de la serie, las hermanas son capaces de protegerse a sí mismas contra hechizos poderosos mediante la destrucción de  demonios y brujos usando sus poderes combinados. Esto se puede ver en el primer episodio en el que las hermanas batallan con un brujo y son capaces de protegerse contra el fuego y su destrucción cantando "el poder de tres nos hará libres". Mientras que algunos hechizos requieren el "Poder de tres" para tener suficiente efecto, no siempre es necesario que las tres hermanas canten juntas un hechizo, solo mientras estén todas juntas al mismo tiempo.
También se demostró que este poder conectaba a las hermanas en los niveles emocionales y mágicos. Ciertos hechizos lanzados sobre uno de los miembros pueden afectar a los demás. El caso más notable de esto ocurre en el episodio de la tercera temporada Novia y oscuridad cuando Prue se vuelve malvada por un hechizo que finalmente se extiende a ambas Piper y Phoebe. Además, en el episodio de la tercera temporada Poderes rotos, un demonio manipula a las hermanas para luchar y usar sus poderes unas contra otras, lo que hace que pierdan todos sus poderes mágicos. Es solo a través de la reparación de su relación que pueden recuperar su magia. También se revela que los poderes de las hermanas son mayores cuando están en su casa de Halliwell Manor con el libro de las sombras. El "Poder de tres" se representa por el antiguo símbolo llamadotriqueta. Una triqueta en relieve aparece en la tapa del libro y se divide cada vez que se divide el "Poder de tres".

## Primera generación
Después de tres siglos, la profecía se cumple con el nacimiento de Prue, Piper y Phoebe. Las hermanas utilizan sus poderes para proteger vidas inocentes y luchar contra brujos y demonios, a menudo invocando a sus poderes unidos para derrotar a sus enemigos. Finalmente, las hermanas no solo desarrollaron su poder sino también fuerza de voluntad y un vínculo inusualmente férreo entre ellas, lo que les permitió mantenerse unidas a pesar de las notables diferencias entre ellas. Su magia está enraizada en su vínculo como hermanas y como familia. Esto se muestra a través de escenas retrospectivas en el episodio de la tercera temporada Pre embrujada ya que su abuela Penny (Jennifer Rhodes) tiene problemas para liberar sus poderes porque las hermanas no se llevan bien entre sí.
Los poderes propios de cada hermana crecen a medida que la serie progresa hasta el punto que se desarrollan otros nuevos; Prue desarrolla la proyección astral, Piper obtiene la combustión molecular, mientras que Phoebe es capaz de levitar. A medida que aparecen estos poderes, el poder conjunto del "Poder de tres" también parece fortalecerse.

## Segunda generación
Después de la muerte de Prue en el final de la tercera temporada, el "Poder de tres" se hizo añicos. Sin embargo, la esperanza de su reconstitución llega con la hermanastra más joven, Paige al comienzo de la cuarta temporada. Ella fue el resultado de un amor prohibido y clandestino entre la madre de las hermanas Halliwell, Patty (Finola Hughes), y su luz blanca (el ángel de la guarda) Sam Wilder (Scott Jaeck). El "Poder de tres" se pudo reformar entonces con Paige tomando el lugar de Prue.

## Otras variaciones
El "Poder de tres" también se ha visto en otras formas a lo largo de la serie. Por ejemplo, en el episodio de la primera temporada Aquel episodio de los setenta, Patty lanza un hechizo con las jóvenes Prue y Piper ya que ella está embarazada de Phoebe en ese momento. En otro caso, Penny, Patty y Piper usan el "Poder de tres" para desterrar El Vacío en el episodio final Embrujadas para siempre.
Cualquiera de las tres personas que poseen los poderes de las hechiceras a través de su sangre o que lanzan el hechizo "Llamar a los poderes de una bruja" pueden formar su propio "Poder de tres", siempre que ellas puedan evitar que los usuarios originales lo canalicen en primer lugar. Las hermanas Stillman explotan esto para sus propios fines cuando se hacen pasar por las embrujadas/hechiceras en el episodio de la sexta temporada El poder de las tres brujas.